# Byczyna
Byczyna là một thị trấn thuộc huyện Kluczborski, tỉnh Opolskie ở nam Ba Lan. Thị trấn có diện tích 7 km². Đến ngày 1 tháng 1 năm 2011, dân số của thị trấn là 3656 người và mật độ 631 người/km².